# جوستين باكشاو
جوستين جيمس باكشاو (بالإنجليزية: Justin James Packshaw)‏ (ولد في 13 مارس 1965 في لندن، إنجلترا) تاجر ومحسن ومغامر إنجليزي.

## السيرة
ضابط في الجيش البريطاني (الحرس الملكي الرابع / السابع) لمدة ثماني سنوات حيث اشترك في حرب الخليج الثانية في عام 1990 وكان قيم الإسطبل الملكي لكاثرين, دوقة كينت. غادر الجيش وحصل على ماجستير إدارة الأعمال من جامعة إدنبرة. حاليا هو العضو المنتدب لعلامة الأزياء دي رومر التي بدأها في عام 2008 مع تامسين دي رومر.

## البعثات
في عام 1990 كان يمثل بريطانيا في جولة ويتبرياد في سباق اليخوت العالمي وحصل على جائزة بولينغر لرجل الطاقم المتميز. في عام 1996 ركب الخيول عبر منغوليا بالتعاون مع جامعة منغوليا الوطنية بحثا عن قبائل تساتان الرنة. في عام 1999 شارك في قيادة بعثة للدراجات النارية عبر شرق أفريقيا. في عام 2005 فاز هو وزميلته في الفريق كريستينا فرانكو على مسافة 450 ميلا إلى موقف 1996 في القطب الشمالي المغناطيسي. في عام 2008 بدأ السير على آخر درجة إلى القطب الشمالي الجغرافي مع ديفيد هيمبلمان آدامز ورون جيلدنز لكن رحلتهم كانت قصيرة بسبب ظروف الجليد المعاكسة ولكنهم تمكنوا من الوصول إلى القطب الشمالي. في عام 2011 وصل إلى قمة جبل إفرست من الجانب الشمالي (التبت) على طول الحافة الشمالية الشرقية. في نوفمبر 2012 شارك في قيادة بعثة استكشافية مع ثلاثة جنود جرحى من الجيش البريطاني إلى القطب الجنوبي الجغرافي. في أبريل 2014 قاد بعثة استكشافية إلى جيتسكي عبر الحدود النيجيرية من الكاميرون إلى بنين لإطلاق «التحدي 100». في نوفمبر 2014 قاد حملة «خطى أساطير» مع اثنين من الجنود الجرحى من الجيش البريطاني في فريقه والتي نجحت في تكرار ما فعله السير إرنست شاكلتون في الإنقاذ الجريء من طاقمه من جزيرة الفيل في القارة القطبية الجنوبية على حملته إكسبيديشن من عام 1914. في أبريل 2015 قاد فريق من رجال الأعمال في رحلة استكشافية لمؤسسة «القطب الشمالي» للتزلج على 60 ميلا بحريا إلى القطب الشمالي الجغرافي نيابة عن خاصة الأمراء ولا سيما مبادرة مساعدة رجال الأعمال الشباب.

## الأعمال الأخرى
بالإضافة إلى تجارته في شركة دي رومر فإنه يتحدث في جميع أنحاء العالم للشركات والمدارس على «القيادة» و «العلم من الإنجاز». هو أيضا جزء من «المجلس الاستشاري المؤثر» في هوليت-باكارد وهو «قائد الفكر» لحملة اقتصاد الشعب في بايبال. هو سفير لحملة «بريطانيا العظمى» للحكومات البريطانية وثقة الأمير وأيضا جائزة دوق إدنبرة.
عين عضوا في أمر الإمبراطورية البريطانية في عام 2016 ضمن تكريمات السنة الجديدة للخدمات إلى البعثات وتنمية الشباب والجمعيات الخيرية. عين نائب ملازم في لندن الكبرى عام 2016.

## الأعمال الخيرية
هو مدافع قوي عن زيادة الوعي والمال لأسباب مهمة وتمكين الناس من الوصول إلى إمكاناتهم لرعاية وحماية بيئتنا.